# Daniel Montenegro
Daniel Gastón Montenegro (* 28. Dezember 1979 in Buenos Aires) ist ein ehemaliger argentinischer Fußballspieler, der auch einen italienischen Pass besitzt. Er spielte hauptsächlich als offensiver Mittelfeldspieler.
In seiner Heimat ist Montenegro auch unter seinem Spitznamen Rolfi bekannt. Sein älterer Bruder Ariel ist ebenfalls aktiver Profifußballspieler.

## Karriere

### Karrierebeginn in der Heimat
Montenegro begann seine aktive Karriere als Profifußballspieler im Jahre 1997 in seiner Heimat Argentinien beim Club Atlético Huracán. Dort gab er am 7. April 1997 beim 3:1-Sieg über den CA Vélez Sársfield sein Profidebüt und absolvierte bis zum Abstieg in die Primera B Nacional, die zweithöchste Spielklasse des Landes, 79 Ligapartien und erzielte dabei 19 Treffer. 1999 wechselte er daraufhin zum Ligakonkurrenten CA Independiente, für den er in 19 Spielen sieben Mal traf. In Argentinien als großes Offensivtalent gefeiert, wurden immer größere internationale Klubs auf den jungen, starken Mittelfeldspieler aufmerksam.

### Die Zeit bei Olympique Marseille
Noch im selben Jahr, als er zu Independiente gewechselt war, transferierte Montenegro ein weiteres Mal. Diesmal ging es nach Frankreich zu Olympique Marseille in die Ligue 1. Bereits am 7. November 1999, nur kurz nach seiner Vertragsunterzeichnung, kam er beim 1:1-Heimremis gegen AS Monaco zu seinem insgesamt nur zwei Minuten dauernden Teamdebüt. Drei Tage später spielte er beim abermaligen 1:1-Remis gegen den FC Nantes die gesamte Matchdauer durch. Am 18. Dezember 1999, seinem fünften Einsatz im Dress von Olympique, erzielte er in der 22. Spielminute sein erstes und gleichzeitig einziges Pflichtspieltor für die Mannschaft. Im selben Match wurde Montenegro noch in der 54. Minute für Kaba Diawara ausgewechselt. In der Saison 2000/01 folgte ein weiterer 24-minütiger Kurzeinsatz.

### Drei Stationen als Leihspieler
Nach sechs Ligaspielen und einem Tor wurde er von den Franzosen zu Real Saragossa in die spanische Primera División verliehen. In Saragossa wurde er 2000/01 auf Anhieb Pokalsieger (3:1-Finalsieg über Celta Vigo) und kam bei 28 Meisterschaftseinsätzen auf eine Bilanz von zwei Toren. Trotz eines 17. von 20 Ligaplätzen war die Mannschaft am Ende der Saison aufgrund des Pokalsieges für die erste Runde des UEFA-Cups 2001/02 qualifiziert, welche man ohne Montenegros Beteiligung souverän mit einem Gesamtscore von 5:1 über den dänischen Silkeborg IF gewann.
Zuvor war Montenegro 2001 bereits leihweise zum CA Osasuna gewechselt. Beim Verein mit Sitz in Pamplona absolvierte er für die Profimannschaft in der Primera División zehn Ligaspiele, ehe er ein weiteres Mal verliehen wurde. Diesmal ging es zurück in seine Heimat zu seinem ehemaligen Verein Club Atlético Huracán, bei dem er in 18 Spielen elf Mal ins Tor traf. Damit war Rolfi einer der Hauptverantwortlichen für den vierten Rang in der Endtabelle der Torneo Clausura 2002, nachdem die Mannschaft in der Torneo Apertura nur den 19. und damit vorletzten Platz der Liga erreichte.
Zusammen mit Ernesto Farías und Josemir Lujambio teilte er sich am Ende der Spielzeit den dritten Platz in der Torschützenliste.

### Längere Rückkehr nach Argentinien
Im Jahre 2002 unterzeichnete Montenegro einen 1-Jahres-Vertrag beim Klub, für den er auch schon im Jahre 1999 kurzzeitig aktiv war, den CA Independiente. Dabei gewann er mit dem Team neben Lucho González die Torneo Apertura 2002 mit drei Punkten Vorsprung auf den Verfolger Boca Juniors. Doch schon 2003 sollte sich ein weiterer Wechsel Rolfis bemerkbar machen. So kam es, dass er noch im selben Jahr nach 37 absolvierten Ligaspielen, sowie sieben Treffern zu  River Plate wechselte, mit dem er anfangs in der Torneo Apertura nur den achten von 20 Plätzen erreichte.
In der Torneo Clausura steigerte sich allerdings die Leistung des gesamten Teams, wobei die Mannschaft am Ende der Spielzeit mit vier Punkten vor den Boca Juniors den Meistertitel feiern konnte. Nach fünf Toren aus 29 Meisterschaftseinsätzen transferierte Montenegro im Jahre 2004 ein weiter Mal.

### Zwischenstopp in Russland und erneute Heimkehr
Dieses Mal ging seine Reise nach Russland zu Saturn Ramenskoje in die Premjer-Liga. In der Mannschaft konnte sich Rolfi aber nicht gut etablieren und verließ so nach 19 Ligapartien und einem Tor den Verein im Jahre 2005 in Richtung Heimat.
Dort angekommen unterschrieb er einen Vertrag bei River Plate, für die er schon zwei Jahre zuvor aktiv war. Mit der Mannschaft hielt er sich während der Torneo Apertura und der Torneo Clausura meist im oberen Tabellenviertel auf und hatte bis zum Ende hin nie wirklich eine Chance auf den Meistertitel. Nach dem nur einjährigen Aufenthalt verließ er den Verein aus Núñez, einem Stadtteil der Hauptstadt Buenos Aires, wieder, um kurz darauf einen vielversprechenden Vertrag beim CA Independiente zu unterzeichnen, für den er in der Vergangenheit bereits eine Vielzahl von Spielen absolviert hatte.
In der Torneo Apertura 2006 noch im oberen Tabellenviertel, konnte die Mannschaft in der Torneo Clausura 2007 nicht mehr an die Leistungen der vorhergegangenen Saison anknüpfen und wurde so nur Tabellen-Elfter. Beinahe umgekehrt lief es in der Torneo Apertura 2007 und der Torneo Clausura 2008, wobei Rolfi mit dem Team zuvor den neunten Rang und damit einen Platz in der Tabellenmitte erreichte und danach mit dem sechsten Platz fast noch ins obere Tabellenviertel rutschte.
In sportlicher Hinsicht schlecht verlief jedoch die Torneo Apertura 2008 sowie die anschließende Torneo Clausura 2009. Dabei erreichte das Team 2008 nur den 18. von 20 Plätzen und konnte sich danach 2009 auch nicht aus dem Tabellenende lösen. Ein 16. Platz war dabei am Ende der Spielzeit das Höchste der Gefühle.
Diese Leistungen waren nebenbei auch Grund für Montenegros Abtritt nach über 104 absolvierten Spielen für die Mannschaft, in denen er 41 Tore erzielte.

### Neustart in Mexiko
Im Juli 2009 unterschrieb Montenegro einen Vertrag in Mexiko beim Club América, welcher seinen Spielbetrieb in der höchsten Spielklasse des Landes, der Primera División, hat. Bis dato  absolvierte Montenegro zehn Ligaspiele für den mexikanischen Verein und schoss dabei drei Tore.

### International
Internationale Erfahrung sammelte Montenegro bereits mit der U-20-Nationalmannschaft seines Heimatlandes Argentinien. Mit dem Team gewann er das U-20-Fußball-Südamerikameisterschaft (zu deutsch: U-20-Südamerikameisterschaft) des Jahres 1999 vor heimischem Publikum nach einem Finalsieg über die Uruguayische Juniorenauswahl.
Weiters vertrat er zuvor im gleichen Jahr sein Heimatland bei der Junioren-Fußballweltmeisterschaft, wo er mit dem Team bis ins Achtelfinale des Bewerbs kam, dort aber am 15. April mit 1:4 gegen Mexiko ausschied. Zuvor war man bereits mit 1:0 in Führung gelegen.
Sein A-Nationalteamdebüt gab Montenegro am 18. April 2007 in einem Spiel gegen Chile. Im folgenden Jahr wurde er erst spät für das Freundschaftsspiel gegen Schottland in die Nationalmannschaft berufen. Beim Spiel kam Rolfi daraufhin unter Trainer Diego Maradona zum Einsatz. Bis dato  kam er in sieben A-Nationalmannschaftsspielen zum Einsatz, blieb aber bis jetzt ohne Torerfolg.

## Erfolge

### Vereinserfolge
- Copa del Rey: 2001 (mit Real Saragossa)
- Apertura der argentinischen Primera División: 2002 (mit dem CA Independiente)
- Clausura der argentinischen Primera División: 2004 (mit River Plate)

### Nationalmannschaftserfolge
- U-20-Fußball-Südamerikameisterschaft: 1999